# المور (آلاباما)
المور (به انگلیسی: Elmore) شهری در شهرستان المور ایالت آلاباما است که مساحت آن ۱۰٫۴۱ کیلومتر مربع است و در سرشماری سال ۲۰۱۰ میلادی، ۱٬۲۶۲ نفر جمعیت داشته و تراکم جمعیتی آن، ۱۲۱٫۲۳ نفر در هر کیلومتر مربع بوده است.